# NCS&A
NCS&A株式会社（エヌシーエスアンドエー）は、日本のITソリューション企業のシステムインテグレーター（独立系）。1961年10月1日創業。2014年8月1日に日本コンピューター・システム株式会社が株式会社アクセスを吸収合併し、現商号に変更した。

## 企業理念
社是（創業の精神）
コンピューターは社会に奉仕する
経営理念
私たちは、確かな技術で新たな価値を創造し、社会に貢献します
行動指針
私たちは宣言します
夢と未来にむかって、あたらしさへ挑戦します
お客様の心の声に、しなやかな発想で応えます
的確な判断と責任のもと、すばやく行動します
企業メッセージ
Grow on with Clients, now and forever

## 沿革
- 1961年（昭和36年）10月 - 前身である日本システム・マシン株式会社に電子計算機部を新設し、コンピュータの専門会社設立に備える。
- 1966年（昭和41年）9月 - 日本システム・マシン株式会社から電子計算機部が分離独立し、日本コンピューター株式会社を設立。
- 1966年（昭和41年）10月 - 日本コンピューター・システム株式会社に商号変更。
- 1983年（昭和58年）4月 - コンピュータ保守を行う子会社・オーエーエンジニアリング株式会社を設立。
- 1989年（平成元年）12月 - 大阪証券取引所第二部に上場。
- 1993年（平成5年）5月 - コンピュータシステム運用サービスを行う子会社・エヌシーエステクノロジー株式会社を設立。
- 1999年（平成11年）3月 - プライバシーマーク使用許諾事業者の認定を受ける。
- 2000年（平成12年）1月 - ISO9001の認証を取得。
- 2003年（平成15年）4月 - ISO14001の認証を取得（2017年4月より自主運用）。
- 2004年（平成16年）3月 - ISMS適合性評価制度の認証を取得。
- 2004年（平成16年）3月 - 中国上海市に恩喜愛思（上海）計算機系統有限公司（NCS上海）を設立。
- 2007年（平成19年）3月 - ISMS認証基準の国際規格化に伴い、ISO27001の認証に移行。
- 2012年（平成24年）3月 - IT支援サービスを行う子会社、NCSサポート＆サービス株式会社を設立。
- 2012年（平成24年）4月 - オーエーエンジニアリング株式会社がエヌシーエステクノロジー株式会社を合併し、エブリ株式会社に商号変更。
- 2013年（平成25年）7月 - 大阪証券取引所と東京証券取引所の現物株市場統合に伴い、東京証券取引所第二部に上場。
- 2014年（平成26年）8月 - 株式会社アクセスを吸収合併し、NCS&A株式会社に商号変更。
- 2014年（平成26年）10月 - NCS上海とアクセスの子会社 阿克塞斯軟件(上海)有限公司が合併し、恩愛軟件(上海)有限公司（NCS＆A上海）に商号を変更。
- 2016年（平成28年）12月 - ベルギー・Luciad社の地理空間情報ソフトウェア製品の販売を開始。
- 2017年（平成29年）4月 - 日本アイ・ビー・エム株式会社とのパートナーシップにより 「IBM Watson Explorer」の取扱いを開始。
- 2017年（平成29年）4月 - 株式会社サトーからIBM i 事業を譲受。
- 2022年（令和4年）4月 - 東京証券取引所の市場区分再編に伴い、東京証券取引所スタンダード市場に上場。

## 資格認定・認証取得

#### 国際規格
- ISO 9001:2015 / JIS Q 9001:2015
- ISO/IEC 27001:2022 / JIS Q 27001:2023

#### 国内認定・認証制度
- プライバシーマーク使用許諾事業者（JIPDEC認定）
- 健康経営優良法人2025
- 大阪市女性活躍リーディングカンパニー
- 子育てサポート企業認定「くるみん」
- 仕事と介護を両立できる職場環境「トモニン」

## 事業所
サテライト・オフィスを導入している。

#### 大阪地区
- 本社：大阪市北区中之島三丁目3番23号 中之島ダイビル
- 難波オフィス：大阪市浪速区湊町一丁目2番3号 マルイト難波ビル
- 新大阪オフィス：大阪市淀川区宮原四丁目5番41号 新大阪第2NKビル
- 尼崎オフィス：兵庫県尼崎市潮江一丁目2番6号 JRE尼崎フロントビル

#### 東京地区
- 東京本社：東京都千代田区外神田二丁目2番3号 住友不動産御茶ノ水ビル
- 汐留オフィス：東京都港区東新橋一丁目9番1号 東京汐留ビルディング
- 大井町オフィス：東京都品川区大井一丁目28番1号 住友不動産大井町駅前ビル

#### 名古屋地区
- 名古屋支社：名古屋市中村区名駅南二丁目14番19号 住友生命名古屋ビル

## 製品・サービス
主要な製品・サービスは、ソフトウェア、および、コンピュータやネットワーク機器の販売、またそれらを組み合わせたITサービス（コンピュータシステムの構築・インテグレーション・マイグレーション）の提供である。

### ソフトウェア・ITサービス
NCS&Aのソフトウェアは、企業システム向けである。システムの可視化を行うソフトウェア・サービスや、業種に特化した業務パッケージソフトの開発、販売、カスタマイズ提供を行っている。自社開発パッケージソフトの他、他社開発ソフトウェアの販売・カスタマイズ提供も行っている。また、顧客特化したシステムインテグレーション、レガシーシステムから移行するマイグレーションサービスを提供している。

#### 提供している主な自社開発ソフトウェア・ITサービス

##### システムの可視化（Planetシリーズ）
- メインフレームの可視化ツール〈REVERSE PLANET〉
- オープンシステムの可視化ツール〈ReverseNeo〉
- システム資産マイグレーションサービス〈AirsNeo〉
- 統合情報モニタ基盤〈ScopNeo〉
- アプリケーション開発基盤〈Planet基盤〉
- IBM i システム解析ツール〈PLANET/COMET i〉
- DX支援サービス

##### 業種別業務パッケージ
- 給付金システム〈The給付〉
- 申告受付システム〈The確定申告〉
- 福祉用具レンタルシステム〈The SWAT〉
- ホテル向けインターネット予約エンジン〈i-honex〉
- オーダーエントリーシステム〈E.M.O〉
- 外食業トータルシステム〈料理人〉
- ホテル外食業界向け資材調達サイト〈WRSH〉
- 家賃債務保証基幹システム〈Guras〉
- 個人信用情報接続サービス〈Ccms〉

## 過去のCM
- 羽野晶紀